# Vilafruns
Vilafruns és un nucli de Balsareny (Bages), originat en una colònia tèxtil, una masia, de la qual prové el nom, i una colònia minera, inclosos en l'Inventari del Patrimoni Arquitectònic de Catalunya.

## Descripció
Aquest nucli es troba a l'extrem meridional del terme, a la dreta del Llobregat i a l'entrada del congost de Sallent. És una petita colònia sorgida al peu d'una fàbrica de filats i teixits. El 1934, una companyia alemanya va iniciar la construcció d'un pou per a l'explotació de les mines de sal potàssica, a prop de l'ermita romànica de Santa Cecília, ja desapareguda. El pou es va començar a explotar el 1948, i va atraure un important col·lectiu de treballadors, especialment d'Andalusia i així es va formar l'actual Colònia Minera.

## Colònia tèxtil

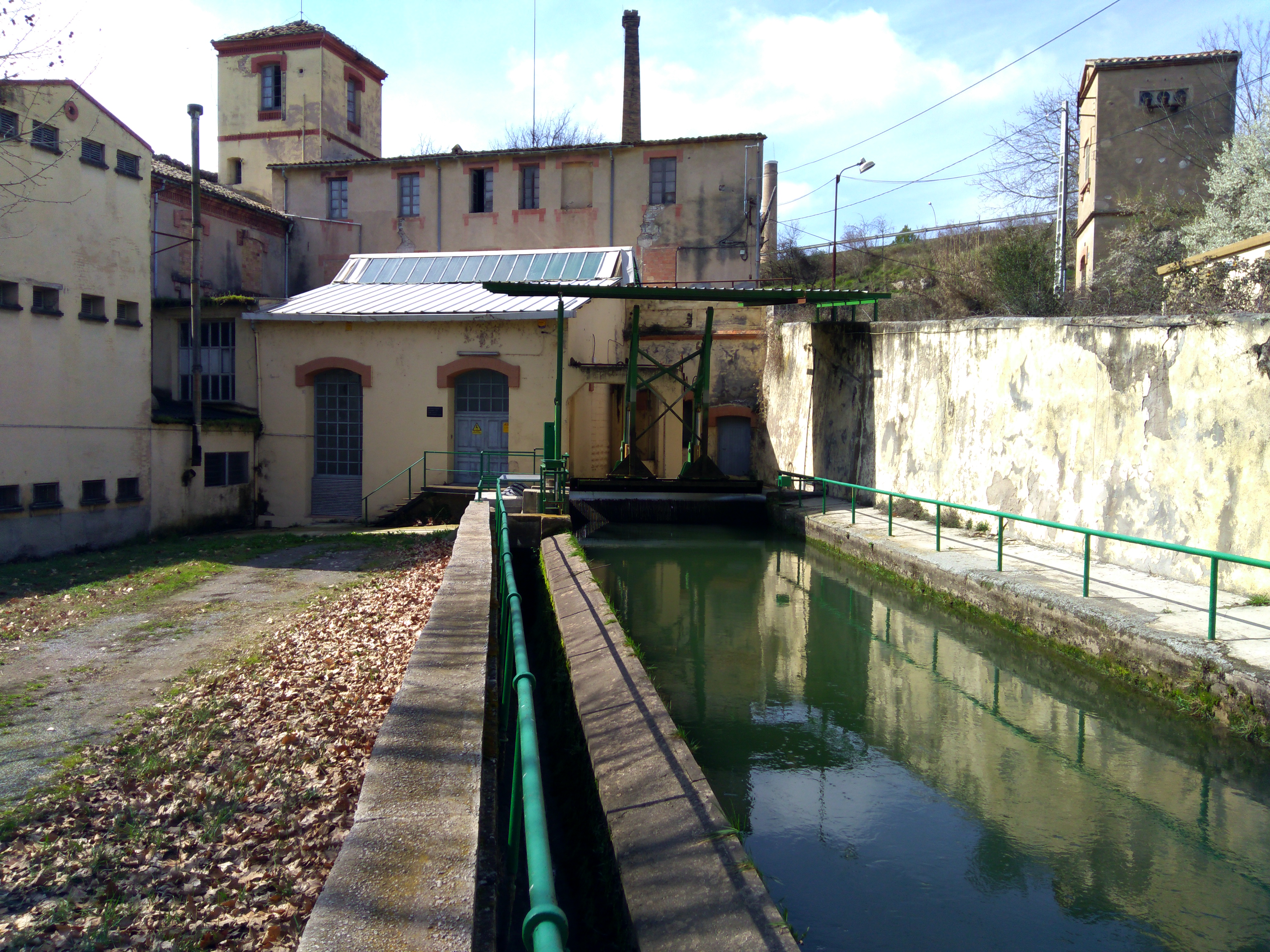
Part final del canal que porta l'aigua a la turbina, encara activa, per a la producció d'electricitat.

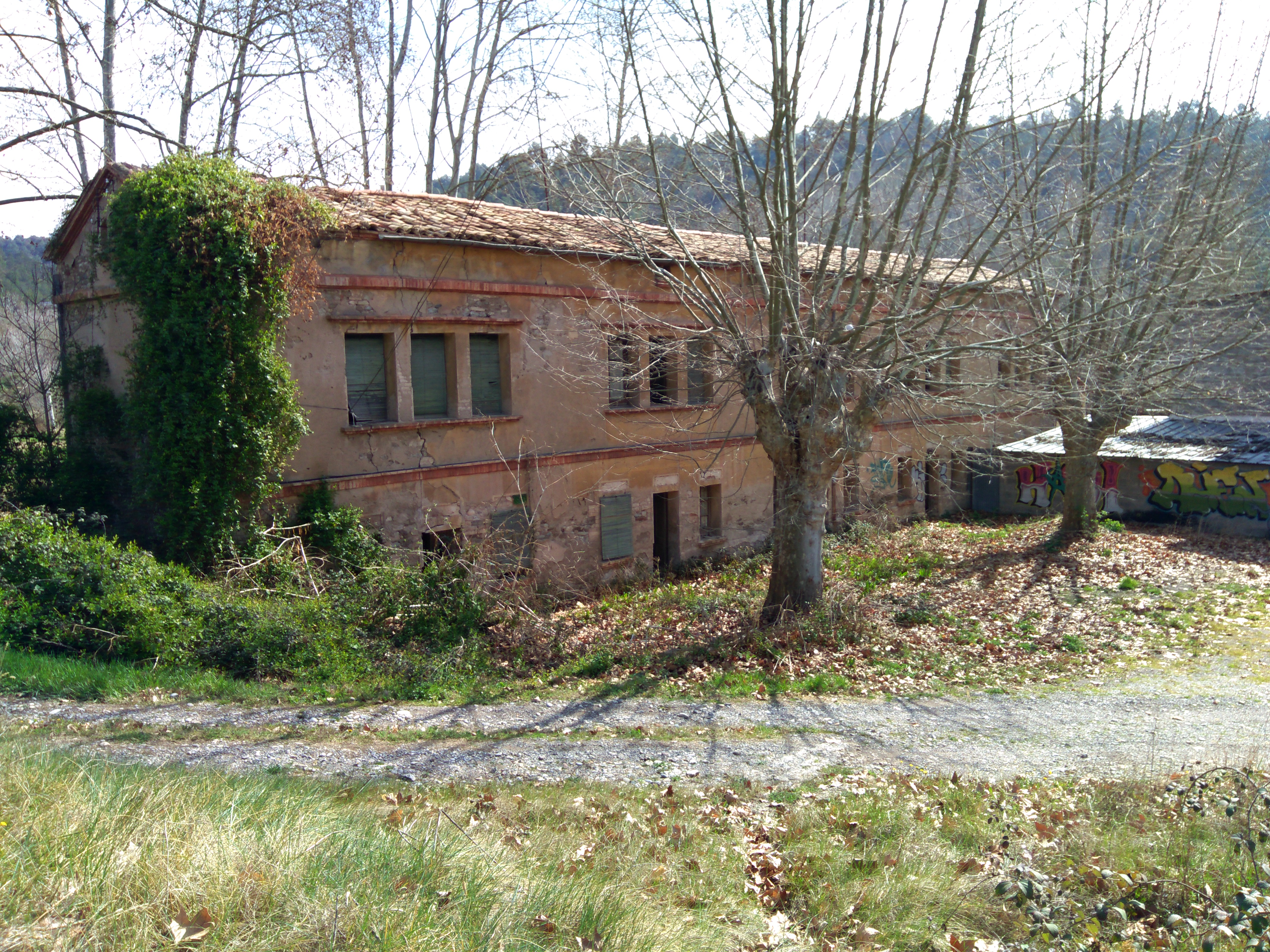
Pisos de la colònia Vilafruns, ara abandonats i en molt mal estat.

### Descripció
L'edifici de la fàbrica tèxtil és una llarga nau, de tres plantes, amb el carener perpendicular a la façana; a la banda de ponent, en un extrem, hi té adossada una petita nau formant angle amb la nau principal. A la intersecció hi sobresurt una torreta a quatre vents. Les nombroses i grans obertures estan emmarcades amb maó. Una petita xemeneia de maó i el canal d'entrada a la fàbrica completa el conjunt fabril. Al seu davant hi ha un edifici de dues plantes que s'havia destinat a habitatge per als treballadors. Consta d'una sola nau, de dues plantes, amb cinc habitatges individualitzats.

### Història
L'any 1851 Ramon, Esteve i Josep Valls, tres industrials de Sallent, van construir la primera fàbrica de Vilafruns. El seu nom primitiu era el de fàbrica de Santa Cecília. A començaments del segle XX n'eren propietaris Dolors Riera de Valls i Josep M. Serra i Marsal, que van ampliar-ne el salt d'aigua i la resclosa, i també l'edifici fabril. El 1914 va patir un incendi i restà aturada. El 1922 va ser adquirida per Ricard Vinyes; l'interior de l'edifici es va refer de nou i s'hi van posar telers moderns. L'any 1925 es tornava a treballar a la fàbrica i va ser aleshores quan es van construir els pisos de la petita colònia que té adjunta i quan es va fer, també, el baixador del tren. Després d'uns anys d'expansió va rebre els efectes de la crisi del tèxtil que va obligar al tancament l'any 1966. El 1972 va tornar a entrar en funcionament sota un altre nom comercial, però amb un nombre de treballadors més reduït.

## Colònia minera

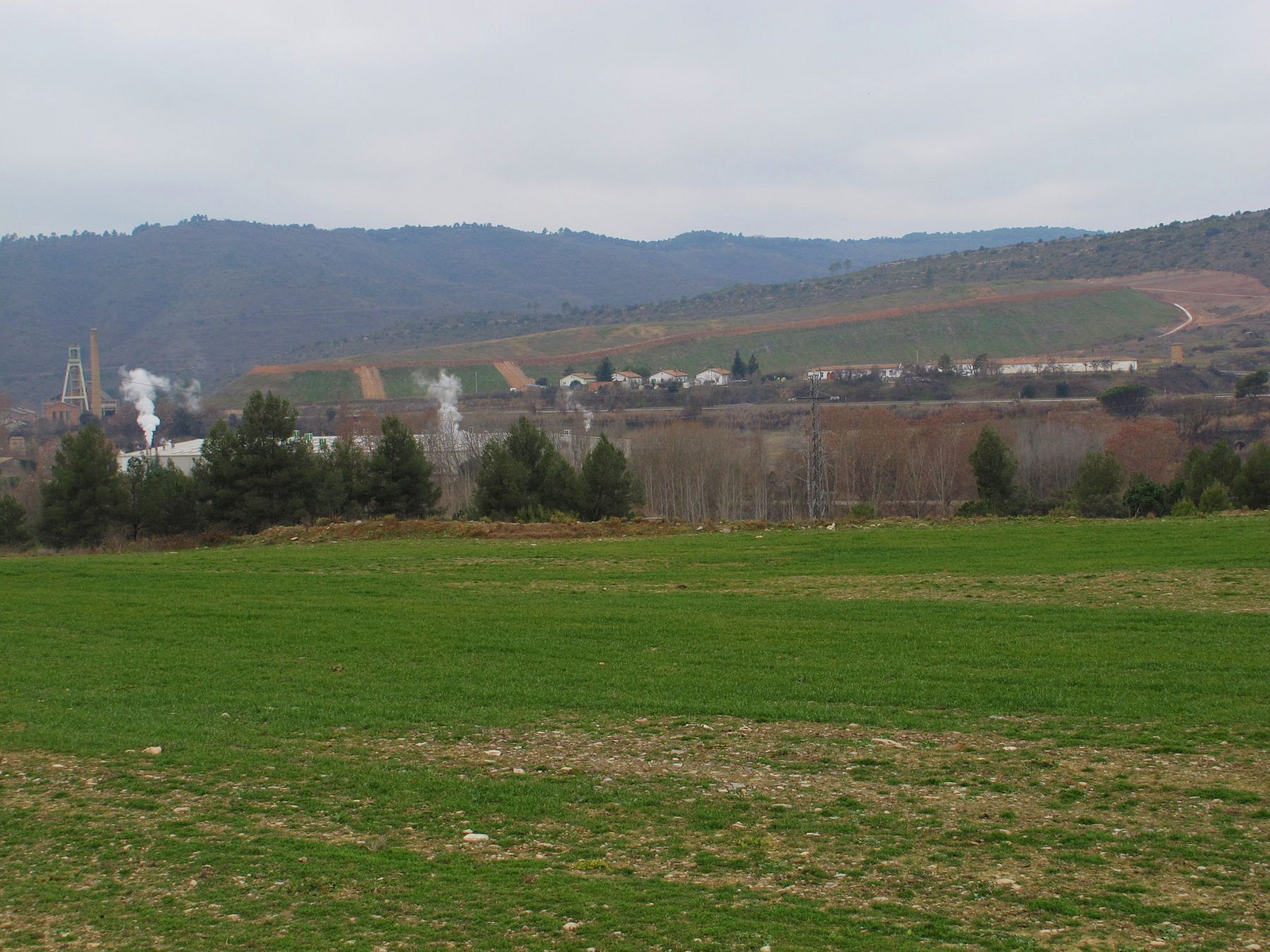

### Història
La Colònia minera de Vilafruns es va construir l'any 1962, quan ja feia alguns anys que la mina de sal potàssica havia entrat en funcionament, ja que el pou es començà a construir l'any 1934, s'explotà a partir del 1948 i entrà en ple rendiment l'any 1952-.
La població es va construir amb la finalitat d'acollir tots els treballadors que l'empresa havia portat per explotar la potassa.
El conjunt està format per un grup de blocs de quatre plantes de molt poca qualitat, unes construccions d'una planta, adossades, i altres, de més qualitat, de cases aïllades, anomenades "els xalets", on viuen els encarregats, més petits i a tocar de la mina, i els directius, una mica més apartats.
Abans, la colònia disposava d'una sèrie de serveis individualitzats: església -sota el patronatge de Santa Bàrbara-, escoles, botigues... Avui no hi ha cap d'aquests serveis en funcionament. La colònia, que avui pateix signes evidents de deteriorament, pertany a l'Instituto Nacional de Industria.

## Masia

### Descripció
Senzill mas amb coberta a dues aigües, de dues plantes i golfes, i amb el carener perpendicular a la façana. Al cantó de llevant se li ha adossat un cos a dues aigües, de dues plantes, la superior oberta i útil com a assecador. Un mur tanca un petit barri. L'actual accés pel cantó de ponent, mitjançant una escala exterior que dona directament a l'habitatge.

### Història
El lloc de Vilafruns és documentat des d'abans del s. XIV. Al segle xviii el mas de Vilafruns havia estat propietat del baró del castell de Balsareny. A finals del segle xix, prop seu, s'hi construí la fàbrica i posteriorment colònia, que prengué el nom de Vilafruns gràcies al mas.